# Шелешпанские
Шелешпа́нские (Шелепшанские, Шелешпальские, Шелеспанские) — угасший русский княжеский род, Рюриковичи, отрасль князей Белозерских, происходящих от князей Ростовских.
Фамилию князей Шелешпанских приняли от владения Шелешпанской волостью по реке Шелекша при её впадении в Ухтому.
Род внесён в Бархатную книгу. При подаче документов (1 февраля 1686) для внесения рода в Бархатную книгу, была предоставлена родословная роспись князей Шелешпанских.

## История
Родоначальник — князь Афанасий Васильевич (XVI колено от Рюрика), сын князя Василия Романовича Согорского, жил в начале XV века. После смерти своего отца получил в удел Шелешпал и дал своему потомству фамилию князей Шелешпальских. По родословной у него был сын Иван, из четырёх сыновей которого два старших, Юрий и Дмитрий, были продолжателями рода князей Шелешпальских: от Юрия пошла старшая ветвь рода, а от Дмитрия, прозванием Судица, — младшая (в первой половине XVI в. носили фамилию князей Угольских или Угольских-Шелешпальских).
В 1375 году князь Роман Михайлович Белозерский участвовал с войском своим в походе Дмитрия Донского против Твери. Рать князей Белозерских, как наиболее боеспособная и оснащённая, была центром войск в Куликовской битве. Князь Фёдор Романович и его сын Иван Фёдорович погибли 8 сентября 1380 года на Куликовом поле. Князь Фёдор Михайлович — зять хана Ильбасмыша.
В конце XV века большинство князей Шелешпальских уже были служилыми князьями у Великого князя Московского, но не смогли занять видного положения в рядах московской дворцовой знати. В XV веке упоминаются только двое из них — князь Андрей Юрьевич, сопровождавший в 1495 году в Вильно Великую княжну Елену Ивановну, и его брат, получивший известность при Иване III, как келарь Кирилло-Белозерского монастыря, где он постригся под именем Геласия. В XVI и XVII веках ни один из князей Шелешпальских не упоминается в думных чинах; не отмечены Шелешпанские на государевой службе и позднее, при Петре I. В 1691 году пять представителей рода князей Шелешпанских упомянуты в списке патриарших дворян и детей боярских при патриархе Адриане.
В 1699 году шесть князей Шелешпанских владели населёнными имениями.
В составе большого рода Шелешпальских выделялись отдельные ветви с собственными фамильными именами — Калитины, князья Угольские, князья Дябринские, князья Шишкины-Дябринские.

## Описание гербов

#### Герб князей Шелешпанских 1785 г.
В Гербовнике Анисима Титовича Князева 1785 года имеется изображение печати князя Василия Петровича Шелешпанского: серебряное поле щита разделено горизонтально на две части и верхняя половина разделена вертикально на две части. В правой верхней части изображён вертикально полумесяц рогами обращённая к внутренней стороне щита. В левой верхней части изображён лапчатый крест. В нижней половине щита две скрещённые рыбы. Щит покрыт мантией и шапкой, принадлежащими княжескому достоинству. На печати вокруг герба надпись: «печать князя Василия Шелешпанского».

#### Общий гербовник Ч. IV, № 2
В щите, разделённом горизонтально на две неровные части, меньшая часть — нижняя и большая часть — верхняя, которая разделена на четыре поля: красное, голубое, золотое и зелёное, на пересечении квадратов изображён золотой крест, а под ним серебряная луна, рогам вверх обращённая. В нижней части щита две серебряные рыбы (осетровых пород), положенные крестообразно в реке (обозначает Белоозеро). Щит покрыт мантией и шапкой, принадлежащими княжескому достоинству. Герб внесён в ОГДР Часть IV. стр. 2.

## Родословная роспись
Род князей Шелешпанских происходит от князей Белозерских. В Родословной книге князей Белозерских, находящейся в «Бархатной» и других родословных книгах, показано родословие Великих князей: князь Рюрик, князь Игорь Рюрикович, князь Святослав Игоревич, князь Владимир Святославич, крестивший Русскую землю, князь Ярослав Владимирович Мудрый, князь Владимир Всеволодович Мономах, князь Юрий Владимирович Долгорукий, князь Всеволод Юрьевич Большое Гнездо, князь Константин Всеволодович, князь Василий Константинович, князь Глеб Василькович, князь Михаил Глебович, князь Роман Михайлович, князь Владимир Романович Сугорский, князь Василий Афанасьевич Шелешпанский, потомки которого, князья Шелешпанские, служили в боярах и иных знатных чинах, жалованы были поместьями и другими знаками монаршей милости.

## Известные представители
- Афанасий Васильевич Шелешпанский — родоначальник
  - Иван Афанасьевич
    - Юрий Иванович
      - Андрей Юрьевич Шелешпанский по прозвищу «Шило» — сопровождал великую княжну Елену Ивановну в 1489 году в Вильно
        - Иван Андреевич Голова
        - Василий Андреевич Хвост
        - Семен Андреевич

      - Василий Юрьевич Шушпан, в монашестве Геласий — келарь в Кирилло-Белозерском монастыре
      - Федор Юрьевич, прозванием Бедря — погиб при походе на Казань
        - Иван Большой Федорович, прозванием Сова — бездетный
        - Александр Федорович, прозванием Аленка — бездетный
        - Василий Федорович
          - Михаил Васильевич
            - Дмитрий Михайлович — бездетный

          - Иван Васильевич
            - Андрей Иванович — первый воевода в Царицыне в 1599-1600 годах
              - Федор Андреевич — в год воцарения Алексея Михайловича был первым судьёй в Холопьем приказе (1645—1648), участвовал в поезде на первой свадьбе его и потом был с ним назначен в поход польский (1654 год).
                - Иван Федорович — дворянин московский при Алексее Михайловиче (1658—76 гг.)
                  - Григорий Иванович — стряпчий (1683—1692 гг.), в браке с княгинею Маврой Ивановной
                    - Дарью Григорьевна
                    - Ульяна Григорьевна

                  - Петр Иванович — ранняя смерть.

                - Владимир Федорович — стряпчий (1658 год) и дворянин московский при царе Федоре Алексеевиче (1681 год).

              - Семен Андреевич
              - Тимофей Андреевич
              - Яков Андреевич, патриарший стольник (1629 год), потом стряпчий царский (с 1636 года)

            - Семен Иванович — бездетный
            - Михаил Иванович — бездетный, московский дворянин при Михаиле Федоровиче в 1627—1640 годах

        - Иван Меньшой Федорович

      - Афанасий Юрьевич
        - Даниила Афанасьевич
          - Федор Данилович — помещик Пошехонского уезда

        - Калита Афанасьевич

    - Дмитрий Иванович по прозвищу «Судница»
      - Константин Дмитриевич по прозвищу Угорь
        - Василий Константинович
          - Иван Васильевич — бездетный

        - Григорий Константинович
          - Михаил Григорьевич
            - Федор Михайлович — бездетный

          - Дмитрий Григорьевич — был в Угличе при Иване Грозном мытным целовальником (то есть выборным из дворян, присяжным сборщиком торговых пошлин)

        - Константин Константинович

    - Челядня Иванович
      - Семен
        - Карымыш
        - Окоем

    -  Филята Иванович

Также известны:
- Князь Шелешпанский Пётр Иванович — в 1583—1584 годах находился в польском плену.
- Князь Шелешпанский Андрей Иванович — воевода г. Царицын в 1600 году, в 1603 году объезжий в Москве в Белом городе.
- Князь Шелешпанский Фёдор Фёдорович — в 1628 году дворянин и окладчик.
- Князь Шелешпанский Василий Фёдорович — городовой сын боярский, ранен при осаде Смоленска в 1634 году. Благодаря тому, что после Смуты его семье были возвращены старинные родовые вотчины Шелешпальских в волости Углеца Константинова, потерянные во время Опричнины, стал одним из крупнейших титулованных вотчинников Московского государства.
- Князь Шелешпанский Иван Фёдорович — в 1630 году дворянин и окладчик детей боярских г. Галич.
- Князь Шелешпанский Григорий Фёдорович — пошехонский дворянин, умер в 1634 году под Смоленском в военном походе.
- Князь Шелешпанский Семён Иванович — воевода в Кетском остроге в 1632—1633 годах[18]
- Князь Шелешпанский Степан Степанович — воевода в Арзамасе в 1668 году[18].
- Князь Шелешпанский Федор Андреевич — воевода в Царёвококшайске в 1636—1637 г.[18]
- Князь Шелешпанский Иван Абрамович — жилец, в 1696 году завоеводчик в Азовском походе.
- Князь Шелешпанский Иван Александрович (1794, Тимошино — 31.01.1867). Сын надворного советника Александра Сергеевича Шелешпанского и Анны Степановны Верховской, которая получила прозвище «чухломская Салтычиха»[19], из-за жестокого обращения со своими крестьянами и убийством более 15, позже она была арестована и заключена в Галичском Вознесенском женском монастыре[20]. Штабс-капитан, владелец ус. Тимошино. Служил посредником Чухломского уезда при Костромском Губернском правлении. Сведений о его семейной жизни и потомстве нет. Погребён в фамильном склепе на территории Аврамиево-Городецкого монастыря у села Ножкино[21].